# Сінгхі-Кангрі
Сі́нгхі Ка́нгрі — вершина в хребті Сіачен Музтаг (масив Терам Кангрі), що є частиною Каракорума. Розташована на кордоні між Пакистаном і Китаєм. Це 108-ма за висотою вершина Землі.
Поблизу Сінгхі Кангрі розташовані цікаві вершини, як-от:
1. Балтистан Пік (Baltistan Peak, 7100 м) — 7,9 км
2. Балтистан Пік (вершина K6, 7282 м) — 7,9 km
3. Шерпі Кангрі (Sherpi Kangri, 7380 м) — 21,6 км
4. Салторо Кангрі (Saltoro Kangri, 7742 м) — 25,0 км
5. Чоголіза (Chogolisa, 7665 м) — 26,0 км
6. Гхент Кангрі (Ghent Kangri, 7401 м) — 27,3 км
7. Конкордія (Snow Dome, Concordia, 7160 м) — 29,0 км
8. Лайла Пік (Laila Peak, Hushe Valley, 6096 м) — 31,2 км
9. Балторо Кангрі (Baltoro Kangri, 7265 м) — 34,1 км

Перше сходження на вершину Сінгхі Кангрі здійснили члени японської експедиції в 1976 р.

## Ресурси Інтернету
- Singhi Kangri [Архівовано 17 листопада 2015 у Wayback Machine.]

1. 1 2  GEOnet Names Server — 2018.